# Ludwig Bohnstedt
Ludwig Bohnstedt (27. oktober 1822 i Sankt Petersborg i Russiske Kejserrige – 3. januar 1885 i Gotha i Sachsen-Coburg og Gotha) var en tysk arkitekt. Bohnstedt studerede arkitektur i Berlin ved Humboldt-Universität zu Berlin, og blev i 1851 kaldt til Rusland af Storfyrstinde Helene Paulovna som overarkitekt for hendes palæ og blev i 1858 professor ved kunstakademiet i Sankt Petersborg, hvor han udførte talrige bygninger, blandt andet det kinesiske palæ, et nonnekloster, rådhuset og forskellige adelige palæer. I 1863 bosatte han sig i Gotha, hvor han også ledede betydelige byggeforetagender. I 1872 vandt han førstepræmien i konkurrencen til en ny rigsdagsbygning i Berlin, som dog ikke kom til udførelse.